# Ростовский государственный педагогический университет
Ростовский государственный педагогический университет — государственное высшее учебное заведение; основан в 1931 году в Ростове-на-Дону. В 2006 включён в состав ЮФУ.

## История
Ведёт свою историю от Варшавского Русского императорского университета, основанного в 1869 году. В 1915 году университет был эвакуирован в Ростов-на-Дону и в 1917 году получил название Донского, а в 1925-м — Северо-Кавказского университета.
В 1931 году из него был выделен педагогический факультет и образован Ростовский-на-Дону государственный педагогический институт. Он разместился в здании бывшего городского доходного дома. В 1981 году за заслуги в подготовке педагогических кадров и развитии научных исследований институт был награждён орденом «Знак Почёта».
В 1993 году преобразован в университет. В 2006 году вошёл в состав Южного федерального университета как Педагогический институт ЮФУ.

## Факультеты
В составе института имеются факультеты:
- лингвистики и словесности;
- исторический;
- математики;
- физики;
- естествознания;
- индустриально-педагогический;
- художественно-графический;
- физического воспитания;
- дошкольной педагогики;
- повышения квалификации.

В настоящее время в РГПУ обучаются 9500 студентов (4900 очно, 4600 заочно) и 190 аспирантов.

## Известные преподаватели и сотрудники
- Бабушкина, Татьяна Викторовна (1947—2008) — российский педагог, создатель клубов «Эстетика, творчество, общение (ЭТО)» и «Внимание, черепаха!».
- Закруткин, Виталий Александрович (1908—1984) — русский советский писатель, до войны был заведующим кафедрой русской литературы института.
- Камынин, Иван Игнатьевич (1928—2010) — специалист по социальной философии, доктор философских наук, профессор.
- Пистрак, Моисей Михайлович (1888—1937) — советский педагог, проректор и ректор университета.
- Семёнов Владимир Семёнович (1911—1992) — советский дипломат и политический деятель; преподаватель марксизма (1937—1939).

## Известные студенты и выпускники
- Айрумян, Аркадий Александрович (1918—1999) — советский журналист и краевед.
- Богодух, Игорь Александрович (род. 1938) — советский и российский актёр театра и кино, Народный артист РСФСР.
- Бондаренко, Иван Иванович (1910—1999) — российский писатель, чеховед, педагог.
- Будницкий, Олег Витальевич (род. 1954) — советский и российский историк, специализирующийся на российской истории второй половины XIX—XX веков. Доктор исторических наук, профессор, директор Международного центра истории и социологии Второй мировой войны и её последствий НИУ ВШЭ, член Европейской академии (Academy of Europe, с 2012).
- Гавриляченко, Сергей Александрович — российский художник,
- Гарнакерьян, Ашот Георгиевич (1907—1977) — советский писатель, член СП СССР.
- Изюмский, Борис Васильевич (1915—1984) — русский советский писатель, член СП СССР, Заслуженный работник культуры РСФСР, кавалер ордена Красной Звезды.
- Королёв, Сергей Александрович (1934—1985) — русский советский поэт, член СП СССР.
- Куликов Борис Николаевич (1937-1993) - русский советский поэт, писатель, публицист, ЧЛЕН СП СССР.
- Курипко, Алексей Алексеевич (род. 1961) — российский художник, народный художник России, лауреат премии Ленинского комсомола в области искусства.
- Нечай, Фёдор Макарьевич (1905—1990) — белорусский историк.
- Новицкая, Эльфрида Павловна (1932—2012) — российская художница, поэтесса, одна из ключевых фигур андеграунда Ростова-на-Дону второй половины XX века.
- Палайчев, Юрий Андреевич (род. 1953) — российский художник.
- Потемкин Алексей Николаевич (1921—2003) — начальник штаба 78-го гвардейского стрелкового полка (25-я гвардейская стрелковая дивизия, 6-я армия, Юго-Западный фронт), генерал-лейтенант (1978), Герой Советского Союза.
- Прийма, Константин Иванович (1912—1991) — советский литературовед.
- Сигутин, Александр Васильевич (род. 1959) — российский художник.
- Софронов, Анатолий Владимирович (1911—1990) — русский советский поэт, главный редактор журнала «Огонёк» (1953—1986).
- Суичмезов, Александр Михайлович (1911—1986) — русский советский писатель, главный редактор журнала «Дон» (1975—1986).
- Фоменко, Владимир Дмитриевич (1911—1990) — русский советский писатель, автор романа «Память земли».
- Шабельников, Юрий Леонидович (род. 1959) — российский художник.
- Ширман, Елена Михайловна (1908—1942) — советская поэтесса.
- Яровенко, Наталья Николаевна (1919—2000) — российский педагог, Заслуженный учитель РСФСР.